# Университет Павла Йозефа Шафарика
Университет Павла Йозефа Шафарика в Кошице (словац. Univerzita Pavla Jozefa Šafárika v Košiciach) — словацкое высшее учебное заведение, второй в стране старейший классический университет. Назван в честь выдающегося слависта Павла Йозефа Шафарика. Считается преемником иезуитского Кошицкого университета.
Состоит из 5 факультетов: Медицинского факультета, Факультета естествознания, Юридического факультета, Факультета государственного управления и Философского факультета.
В 2024 году в университете работало приблизительно 1 657 человек, из которых 745 — преподаватели. В 2024 году в университете на более 300 разных обучающих программах училось 7 214 студентов.

## История

### Иезуитский Кошицкий университет

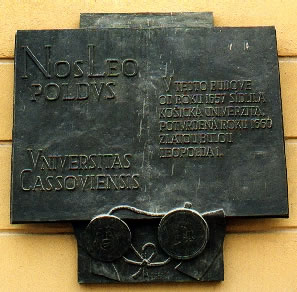
Памятная табличка NOS LEO POLDVS VNIVERSITAS CASSOVIENSIS, гласящая: «В этом здании с 1657 года находился Кошицкий университет, утвержденный в 1660 году золотой буллой Леопольда I»

Исторически университет связан с Кошицким университетом (лат. Universitas Cassoviensis) созданным 27 февраля 1657 года эгерским епископом Бенедиктом Кишды из образованной ранее в 1654 году иезуитской коллегии. На появление учебного заведения епископ пожертвовал 90 тысяч форинтов и свое имущество в Кошице и Гиньове. В 1660 году император Леопольд I золотой буллой утвердил университетский статус заведения и предоставил ему такой же статус, которым обладали остальные иезуитские университеты в империи с правом присуждения академических титулов.
Целью иезуитского университета стала подготовка священников эгерского диоцеза и светских чиновников. Обучение происходило на двух факультетах — философском и теологическом. После 2 лет обучения на философском факультете студент получал титул бакалавра, после еще одного — титул магистра. Преподавались логика, математика, физика, метафизика и этика. В дальнейшем 4-х летнем обучении на теологическом факультете студентам преподавали схоластику, экзегезу, полемику, казуистику, библейские языки и каноническое право. Университету предшествовало обучение в гимназии.

### Королевская академия
Реформа образования (лат. Ratio educationis), проведенная Марией Терезией, затронула и Кошицкий университет. В 1777 году он был превращен в Королевскую академию (лат. Academia Regia), который состоял из новосозданного юридического и философского факультетов. После 1851 года академия стала Королевско-императорской юридической академией и лишилась своего факультета философии. Во время 3-х летнего обучения изучались история венгерского и обычного права, античная и средневековая история, экономика, финансы и венгерское право.
После австро-венгерского компромисса 1867 года академия перешла под ведение венгерского министерства образования. Имея статус юридической академии, значительно уступала заведениям со статусом университета, которые обладали большим набором прав и возможностей. После возникновения чехословацкого государства положение венгерских академий стало сложнее. Юридическая академия просуществовала до 1922 года и затем была ликвидирована, вместо нее создан Юридический факультет Университета Коменского.

### Университет Павла Йозефа Шафарика
В 1948 году создается кошицкий филиал Медицинского факультета Университета Коменского. Позже, в связи с реформой высшего образования в Чехословакии, в 1959 году кошицкий филиал (позже станет Медицинским  факультетом) и Высшую педагогическую школу в Прешове объединят, образовав Университет Павла Йозефа Шафарика (УПЙШ). В том же академическом году университет стало посещать 952 студента и 201 педагог.

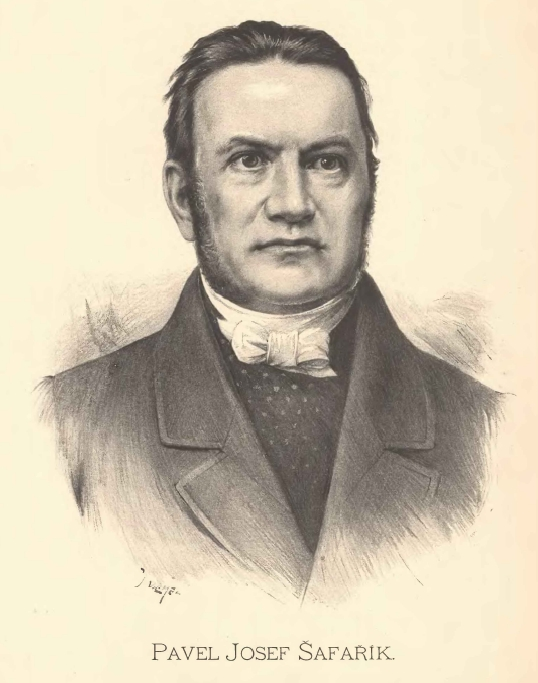
Павел Йозеф Шафарик, в честь которого назван вуз

В дальнейшем университет расширялся: в 1963 году образован факультет естествознания, в 1964 — педагогический (как филиал в Прешове), в 1973 — юридический. После Нежной революции в ноябре 1989 года в состав университета были включены Православный богословский и Греко-католический богословский факультеты.
На основании Закона № 361/1996 Свода законов от 10 декабря 1996 года из Университета Павла Йозефа Шафарика Прешовский университет (в Прешове). После данного разделения, уже в 1998 году, как результат сотрудничества с университетом в Байройте, образован факультет государственного управления. В 2007 возник самый молодой факультет — философский.

## Факультеты
- Медицинский факультет
- Факультет естествознания
- Юридический факультет
- Факультет публичного управления
- Философский факультет